# IC 1287
IC 1287 је рефлексиона маглина у сазвјежђу Штит која се налази на листи објеката дубоког неба у Индекс каталогу.
Деклинација објекта је - 10° 47' 42" а ректасцензија 18h 31m 26,0s. IC 1287 је још познат и под ознакама LBN 75, CED 163.